# Банні Грант
Джордж Леслі Грант на прізвисько Банні (англ. George Leslie «Bunny» Grant; 29 вересня 1940) — ямайський професійний боксер-легковаговик.
У 1961 році визнаний спортсменом року на Ямайці.

## Боксерська кар'єра
На професійному ринзі дебютував 12 липня 1958, всього провів 72 поєдинки, у 52 з них святкував перемогу.
3 вересня 1960 року виборов титул чемпіона Ямайки у легкій вазі, перемігши Кейффера Едвардса.
4 серпня 1962 року здобув звання чемпіона Британської імперії у легкій вазі, перемігши британця Дейва Чернлі.
18 квітня 1964 року змагався за пояси чемпіона світу у легкій вазі за версіями WBC і WBA, але поступився американцю Едді Перкінсу.
15 березня 1967 року втратив титул чемпіона Британської імперії у легкій вазі, поступившись новозеландцю Менні Сантосу. У подальшому ще двічі змагався за цей титул, але обидва рази невдало.